# Карийцы, или Европа
«Карийцы, или Европа» — трагедия древнегреческого драматурга Эсхила (первая половина V века до н. э.), рассказывающая о герое греческих мифов Сарпедоне, погибшем под Троей. Её текст почти полностью утрачен.

## Сюжет и судьба пьесы
В основе трагедии лежит миф об одном из эпизодов Троянской войны. Царь Карии (по альтернативной версии — Ликии) Сарпедон, сын Зевса и Европы, принял участие в этой войне на стороне троянцев и погиб в бою от руки ахейца Патрокла. Боги перенесли его тело на родину, и там героя оплакали мать и подданные. Это оплакивание и стало центральной частью действия пьесы.
«Карийцы» — одна из девяти трагедий Эсхила, рассказывающих о Троянской войне. Неясно, в состав какой тетралогии включил её драматург. Однако, учитывая сходства в судьбе матери Сарпедона Европы и матери Мемнона Эос, некоторые антиковеды предполагают, что продолжением «Карийцев» стали трагедии «Мемнон» и «Взвешивание душ», в которых убивают и оплакивают царя Эфиопии. Текст «Карийцев» утрачен почти полностью — сохранились только два фрагмента (фрг. 99—100 Радт), в которых Европа рассказывает о своих плохих предчувствиях. «Аресу любо тешиться, — говорит она, — срезая лучший цвет людского воинства».